# 姫川第二ダム
姫川第二ダム（ひめかわだいにダム）は、長野県北安曇郡白馬村、一級河川・姫川水系姫川に建設されたダム。高さ15メートルに満たない重力式コンクリートダム（堰）で、中部電力の発電用ダムである。同社の水力発電所・姫川第二発電所に送水し、最大1万4,400キロワットの電力を発生する。

## 歴史
明治時代に設立され、安曇野を中心に勢力を拡大してきた電力会社・安曇電気は、姫川の急流さに着目し水力発電所の建設を推進。1935年（昭和10年）に姫川第二発電所および姫川第二ダムを完成させた。最大出力は完成当時1万2,560キロワットであったが、1940年（昭和15年）に水路を増設し1万3,280キロワットに増加している。その後、第二次世界大戦を控え、日本の多くの発電所が日本発送電に管理を移行。そんな中、姫川第二発電所は周辺地域の電力需要を単独で受け持っていたという特色から、例外的に中部配電へと管理を移行した。戦後は中部電力が継承し、1984年（昭和59年）の増強により最大出力を現在の1万4,400キロワットとした。なお、同社は姫川第二発電所の下流に姫川第三発電所の建設を計画し、1955年（昭和30年）に完成させている。

## 堆砂と災害
完成当初のダム湖は上流約800mの水神宮橋付近まであり湖面は、0.19km2と中綱湖より大きかった。しかし、姫川は上流域に北アルプス等の浸食の盛んな山岳部があるため土砂の流下量が多く、ダムの完成から僅かな期間でダム湖は土砂の堆積により河川の氾濫原の様になり湛水能力は失われた。碓砂の勢いはすさまじく、2.6km上流の当時国鉄大糸線松川鉄橋付近では10年間に3.2mの急激な河床上昇を起こしたとされ、1946年、1953年、1959年などに平川や松川で相次いで破堤や氾濫を起こし甚大な被害を与えた。逆に、土砂流下量が減少した下流部では下流4km以上の区間で河床低下を起こした。

## 周辺
国道148号・道の駅小谷から松本市方面に向かって進み、「小谷温泉口」交差点を右折。姫川第三ダム湖に架かる姫川橋を渡ると、JR大糸線・中土駅がある。この付近に姫川第二発電所がある。取水元の姫川第二ダムは国道148号を南下し、白馬大池駅を過ぎて間もなく左側に姫川第二ダムへとつながる道がある。姫川第二ダムのすぐ上流では松川が姫川に合流している。

## 参考画像

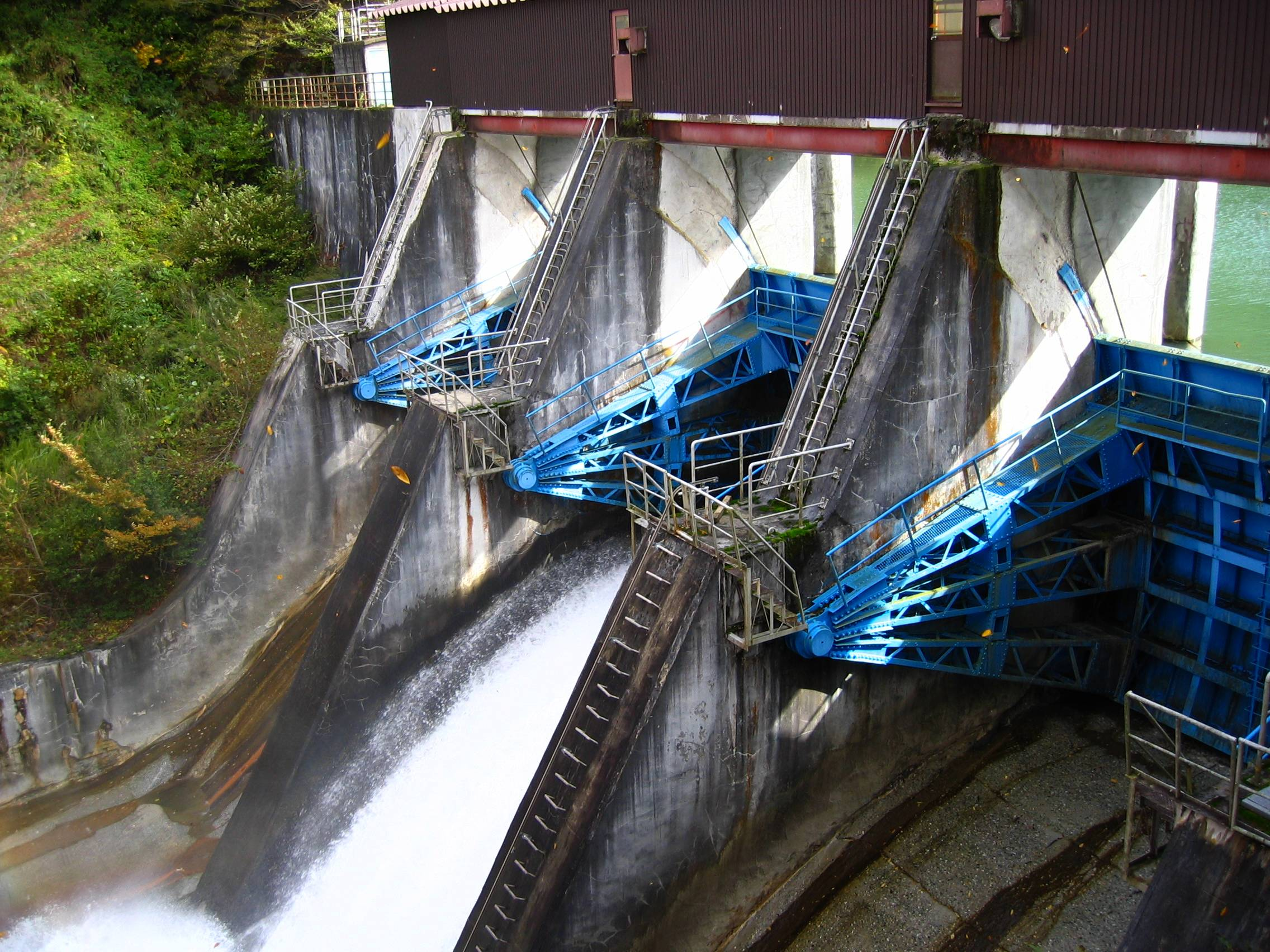
放流中の姫川第二ダム
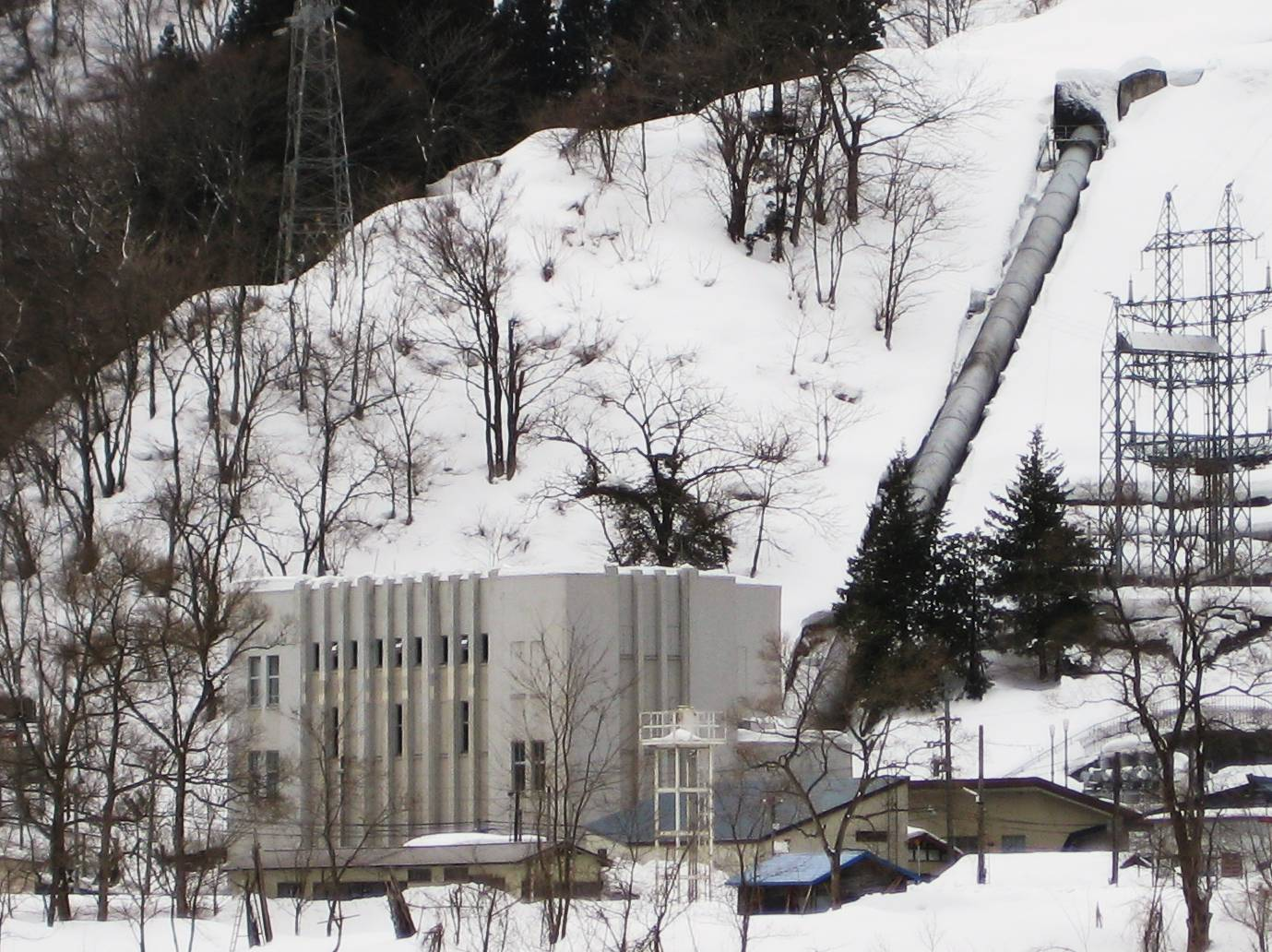
姫川第二発電所
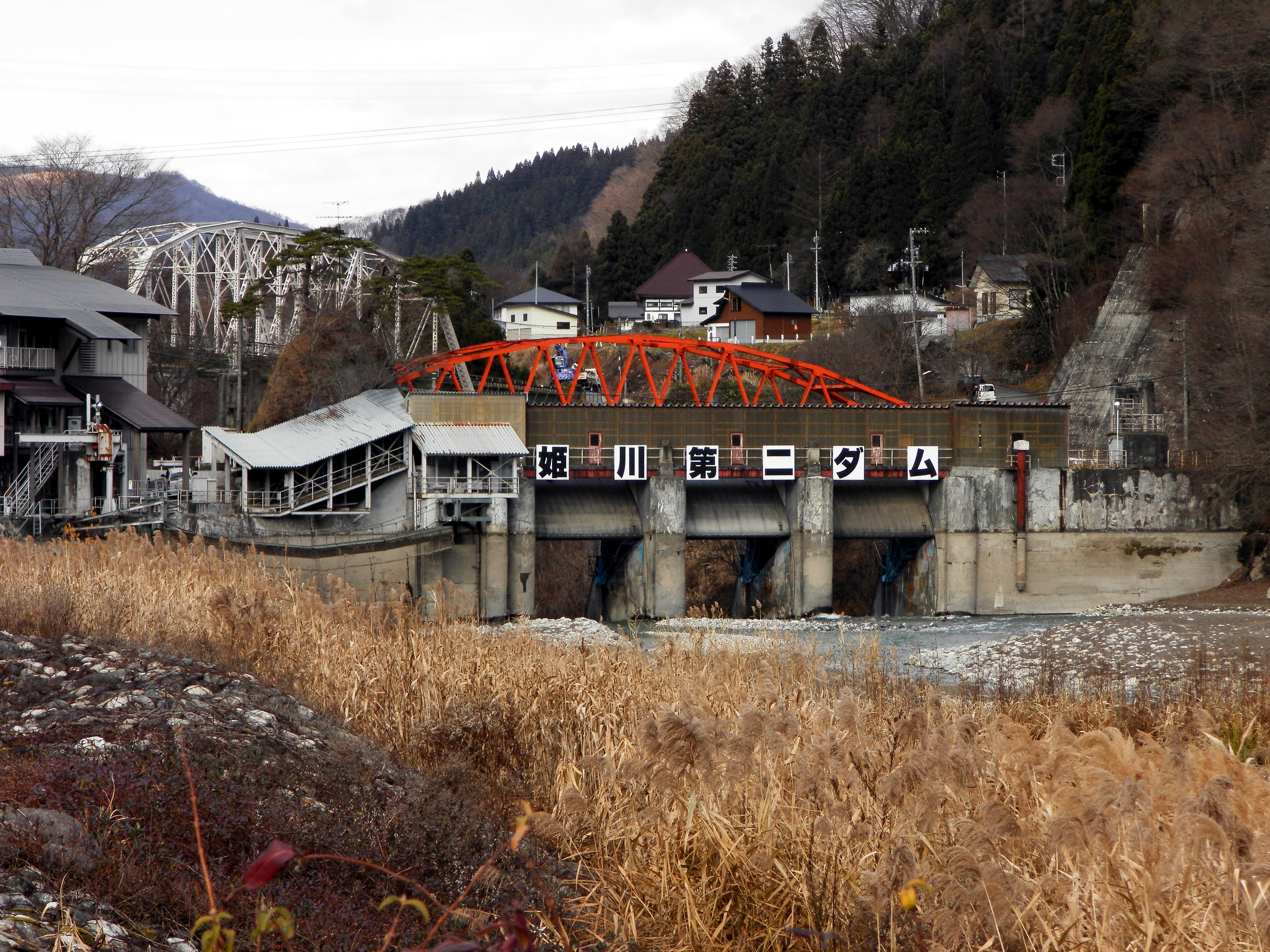
上流側からの眺望